# Partito Autonomista Trentino Tirolese
Il Partito Autonomista Trentino Tirolese (PATT) è un partito politico italiano della provincia autonoma di Trento, di ispirazione autonomista e cristiano-democratica, costituitosi il 17 gennaio 1988 attraverso la fusione di due forze politiche: l'Unione Autonomista Trentino Tirolese (UATT) di Franco Tretter e Autonomia Integrale (AI) di Enrico Pruner.
Entrambe le formazioni si erano affermate nel 1982 dalla disgregazione del Partito Popolare Trentino Tirolese e avevano concorso alle elezioni regionali in Trentino-Alto Adige del 1983 in due liste contrapposte (l'UATT aveva ottenuto il 4,13% e AI il 3,14%); i contrasti furono superati in vista delle elezioni regionali del 1988, nelle quali il PATT fece il suo debutto elettorale.

## Storia

### Le radici: l'A.S.A.R.
Le radici storiche del Partito Autonomista Trentino Tirolese vanno ricondotte ad una associazione di carattere culturale e autonomista, l'Associazione Studi Autonomistici Regionali (ASAR). L'A.S.A.R., attiva dopo la seconda guerra mondiale a partire dal settembre del 1945, che fu un movimento decisivo per l'ottenimento dello statuto speciale per l'intero territorio del Trentino-Alto Adige (lo slogan del movimento era infatti «autonomia integrale da Borghetto al Brennero»).
L'associazione, molto diffusa soprattutto in Valsugana, Vallagarina, Val di Fiemme e Val di Fassa, aprì in breve tempo una sede a Trento, delle sedi staccate in tutto il territorio e fondò il giornale "Autonomia", la cui direzione era composta da Silvio Bortolotti e Remo Defant. Tra l'ottobre del 1945 e l'aprile del 1946 vennero tenute oltre 400 riunioni in tutte le valli trentine. Il primo congresso dell'A.S.A.R. si tenne a Trento nella Sala della Filarmonica, alla presenza di 230 rappresentanti delle sezioni regionali.
Il 5 settembre 1946 il Presidente del consiglio italiano Alcide De Gasperi e il Ministro degli esteri austriaco Karl Gruber firmarono l'Accordo di Parigi, dove per la prima volta venivano definite le norme a tutela delle minoranze di lingua tedesca in Trentino e in Alto Adige. Gli asarini non furono completamente soddisfatti, in quanto il progetto prevedeva un'autonomia "a due velocità", cioè statuti diversi per il Trentino ed in Alto Adige.
L'ASAR organizzò quindi un primo comizio il 15 settembre 1946 in Piazza Italia e un secondo il 20 aprile 1947 in Piazza della Fiera, entrambi a Trento ed entrambi con la partecipazione di migliaia di persone. Il 27 aprile 1947, in occasione del secondo congresso dell'ASAR, iniziarono però ad emergere i primi contrasti all'interno del movimento, che ne portarono allo scioglimento l'anno seguente. Il 25 febbraio 1948 si tenne infatti il quarto congresso dell'ASAR; all'interno del movimento andavano emergendo due correnti: una di "autonomisti indipendenti", l'altra intenzionata a trasformare il movimento in un partito vero e proprio.
Pochi giorni dopo, il 28 febbraio 1948, l'Assemblea costituente italiana approvò il primo Statuto di autonomia del Trentino-Alto Adige.

### Il P.P.T.T.
Nel quarto congresso svoltosi il 25 luglio 1948, l'ASAR decretò il suo scioglimento e la sua trasformazione in un partito, il Partito Popolare Trentino Tirolese (PPTT), tra i cui fondatori c'era anche Enrico Pruner. In soli quattro mesi (le prime elezioni regionali si tennero il 28 novembre 1948) il PPTT ottenne il 16,8% dei voti e 4 consiglieri regionali, risultato però ben lontano dal 57,6% della Democrazia Cristiana di Alcide De Gasperi.

### La spaccatura: dal P.P.T.T. all'U.A.T.T. al P.A.T.T.
All'inizio degli anni '80 nel P.P.T.T. iniziarono ad emergere due anime, una più conservatrice e una più dinamica. Nel 1981, il coordinatore del movimento giovanile si dimise accusando i vertici del partito di atteggiamenti antidemocratici. Alla spaccatura si arrivò l'anno successivo, nel 1982.
Alle elezioni provinciali del 1983 ad entrambi i partiti nati dalla spaccatura venne proibito dal tribunale l'utilizzo del simbolo storico; si presentarono così due liste:
- una, più conservatrice, col simbolo dell'SVP, che elesse tre consiglieri (Franco Tretter, Eugenio Binelli e Guido Sembenotti) e diede vita all'Unione Autonomisti Trentino Tirolesi (UATT);
- una, più centrista, col nome di Autonomia Integrale (AI), che ottenne il 3,1% dei voti ed elesse il suo leader Enrico Pruner e Domenico Fedel.
Il 29 maggio 1987 i Congressi dei due partiti, UATT e Autonomia Integrale, dichiararono la volontà di unirsi nuovamente in un unico partito, cosa che avvenne il 17 gennaio 1988 a Riva del Garda con la fondazione del Partito Autonomista Trentino Tirolese con Franco Tretter ed Enrico Pruner co-presidenti, di cui divenne segretario politico Carlo Andreotti.

### Il boom del 1993
Alle elezioni del 1993 il P.A.T.T. ottenne il 20,2% dei voti, ed un autonomista, Andreotti, assunse per la prima volta la presidenza provinciale. A capo di coalizioni basate su difficili equilibri politici, Andreotti dovette formare tre diverse giunte provinciali nei cinque anni della legislatura (1994-1999). Durante la legislatura infatti si sono alternati ben 4 governi a Roma e 3 a Trento: anche il Trentino era scosso dagli scandali di Tangentopoli e per ben tre volte gli alleati del PATT nella Giunta provinciale si sono dimessi, ponendo il Trentino e l'autonomia a rischio commissariamento.

### L'alleanza col centro-sinistra di Dellai (1998-2001)
Con le elezioni regionali del 1998 divenne presidente della provincia Lorenzo Dellai, a capo di una coalizione di centro-sinistra.
Alle elezioni provinciali del 1998 il P.A.T.T. è riuscito a far eleggere 4 consiglieri. A causa di contrasti in occasione della composizione della giunta provinciale però il mondo autonomista si è così scomposto: in giunta sono entrati Franco Panizza e Dario Pallaoro (e poi Carlo Andreotti come Presidente), Sergio Casagranda (eletto nella lista autonomista Autonomia Integrale - Federazione Autonomista Regionale (AI-FAR), e Sergio Muraro, eletto nella Lista Dini.
Autonomia Integrale - Federazione Autonomista Regionale (AI-FAR) è stato un partito politico regionale, attivo nella Provincia di Trento negli anni novanta, di ispirazione autonomista e centrista. Il partito venne creato nel 1996 da Domenico Fedel, politico autonomista che era stato eletto nel consiglio provinciale nel 1993 con la lista Lega Autonomia Trentino. Nelle elezioni provinciali del 1998 il partito ottenne il 3,8% dei voti ed elesse Sergio Casagranda al consiglio. Durante la XII Legislatura AI-FAR sostenne il governo provinciale di Lorenzo Dellai, del quale Casagranda divenne assessore. Autonomia Integrale-FAR confluì di fatto nel partito Autonomisti Trentini - Genziane, che continuò a sostenere Dellai e la sua Giunta mentre il PATT si avvicinava al centro-destra.
Nel maggio 2001 infatti Dario Pallaoro è uscito dal PATT ed ha fondato il partito degli Autonomisti Trentini - Genziane, di cui è stato eletto presidente, mentre svolgeva le funzioni di segretario politico Renzo Foladori.

### Nel centro-destra (2001)
Il P.A.T.T. si avvicinò al centro-destra, stringendo un'alleanza con la Casa delle Libertà in occasione delle elezioni politiche del 2001, nelle quali il segretario del partito, Giacomo Bezzi, venne candidato alla Camera nel collegio della Val di Non, dove fu sconfitto da Luigi Olivieri (dei Democratici di Sinistra).

### Nel centro-sinistra autonomista (2002-2018)

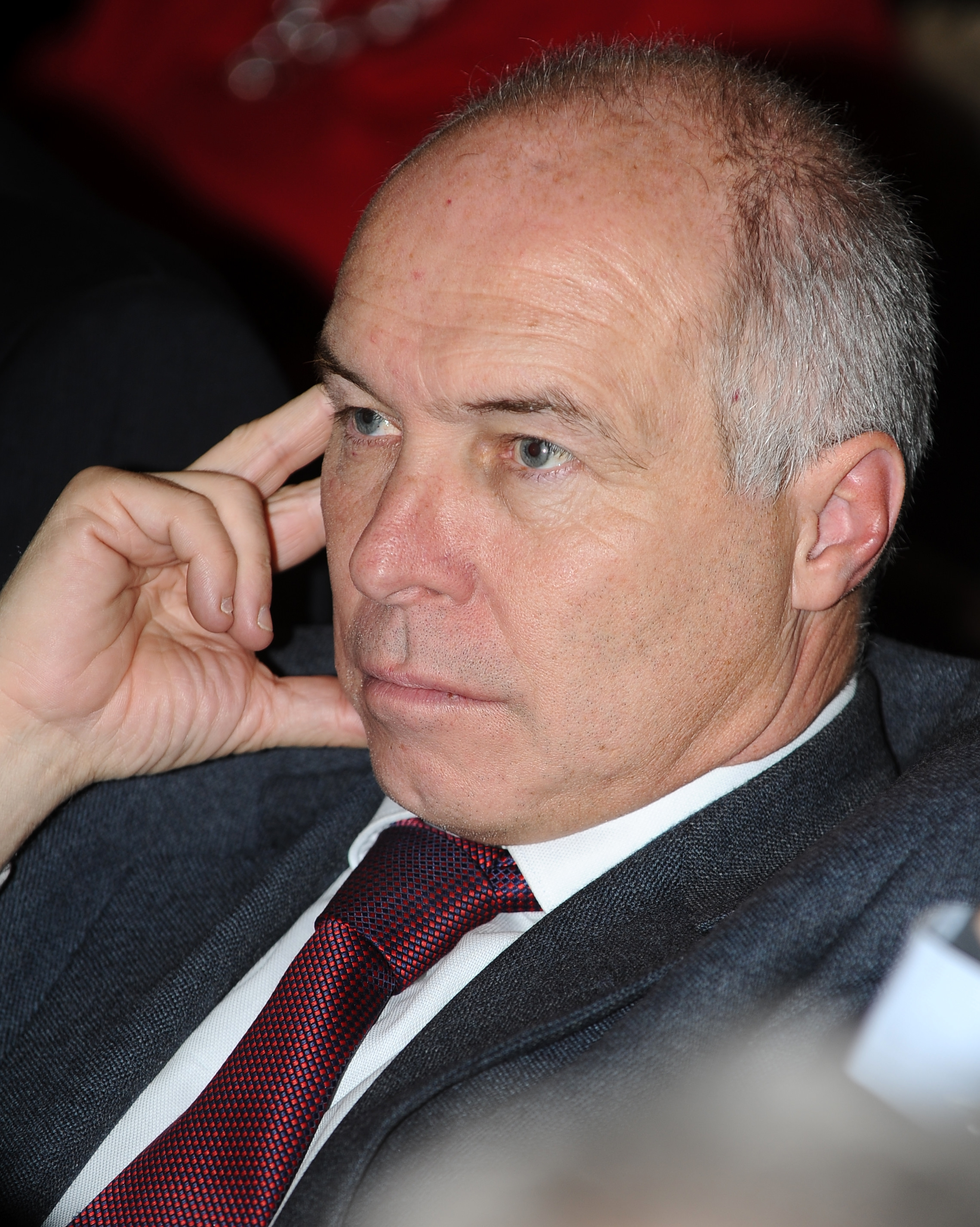
Franco Panizza, segretario del PATT dal 2012, è stato eletto senatore nel 2013.

A seguito della sconfitta, nella seconda parte della legislatura il PATT abbandonò il centro-destra e si alleò nel Consiglio Regionale con il centro-sinistra e la SVP, eleggendo alla presidenza della regione Andreotti, governatore della regione dal 2002 al 2004.
Alle elezioni provinciali del 2003 lo schieramento degli Autonomisti Trentini - Genziane si è presentato unito al PATT, ottenendo l'elezione di un assessore (Franco Panizza) e tre consiglieri (Dario Pallaoro, poi Presidente del Consiglio provinciale, Sergio Muraro e Caterina Dominici, subentrata a Giacomo Bezzi, eletto alla Camera dei Deputati). Alle elezioni provinciali del 2003 infatti il partito ha scelto di sostenere Dellai e il centro-sinistra (ottenendo il 9,0% dei consensi), mentre Andreotti ha abbandonato il partito e fondato Trentino Autonomista, formazione alleata con il centro-destra.
Nella XIII Legislatura (iniziata nel 2004) il leader del PATT, Giacomo Bezzi, ha assunto la presidenza del Consiglio Provinciale, fino all'elezione a deputato nell'aprile 2006 nella lista comune SVP-PATT.
Il congresso celebrato il 22 aprile 2007 a Levico Terme ha sancito la riunificazione del movimento Autonomisti Trentini - Genziane con il PATT, mentre l'ex leader Andreotti ha continuato a mantenere una posizione indipendente nei confronti del partito.
L'evoluzione del quadro politico nazionale conseguente alla caduta del Governo Prodi II nel gennaio 2008, ha acuito le tensioni interne al partito, nel quale alcuni esponenti di minoranza hanno richiesto inutilmente un ricollocamento più vicino al centro-destra: il dibattito, comune a quello in corso nell'SVP, ha provocato la defezione di Giacomo Bezzi dal movimento e, nelle elezioni politiche del 2008, un sensibile calo di consensi che ha privato il partito della propria rappresentanza a Montecitorio. Nelle elezioni politiche del 2008 infatti il PATT, incluso come da tradizione nelle liste dell'SVP, non ha conseguito che il 4,8% a livello provinciale.
Nelle elezioni provinciali del 2008 il partito ha invece ottenuto l'8,5% dei voti ed ha eletto tre consiglieri, due dei quali, Franco Panizza e Ugo Rossi, sono poi stati nominati assessori provinciali da Lorenzo Dellai.

Nelle elezioni delle Comunità di Valle che si sono svolte il 24 ottobre 2010 ha ottenuto risultati abbastanza eterogenei negli ex-comprensori, tuttavia il PATT si è attestato mediamente al 20,03%.

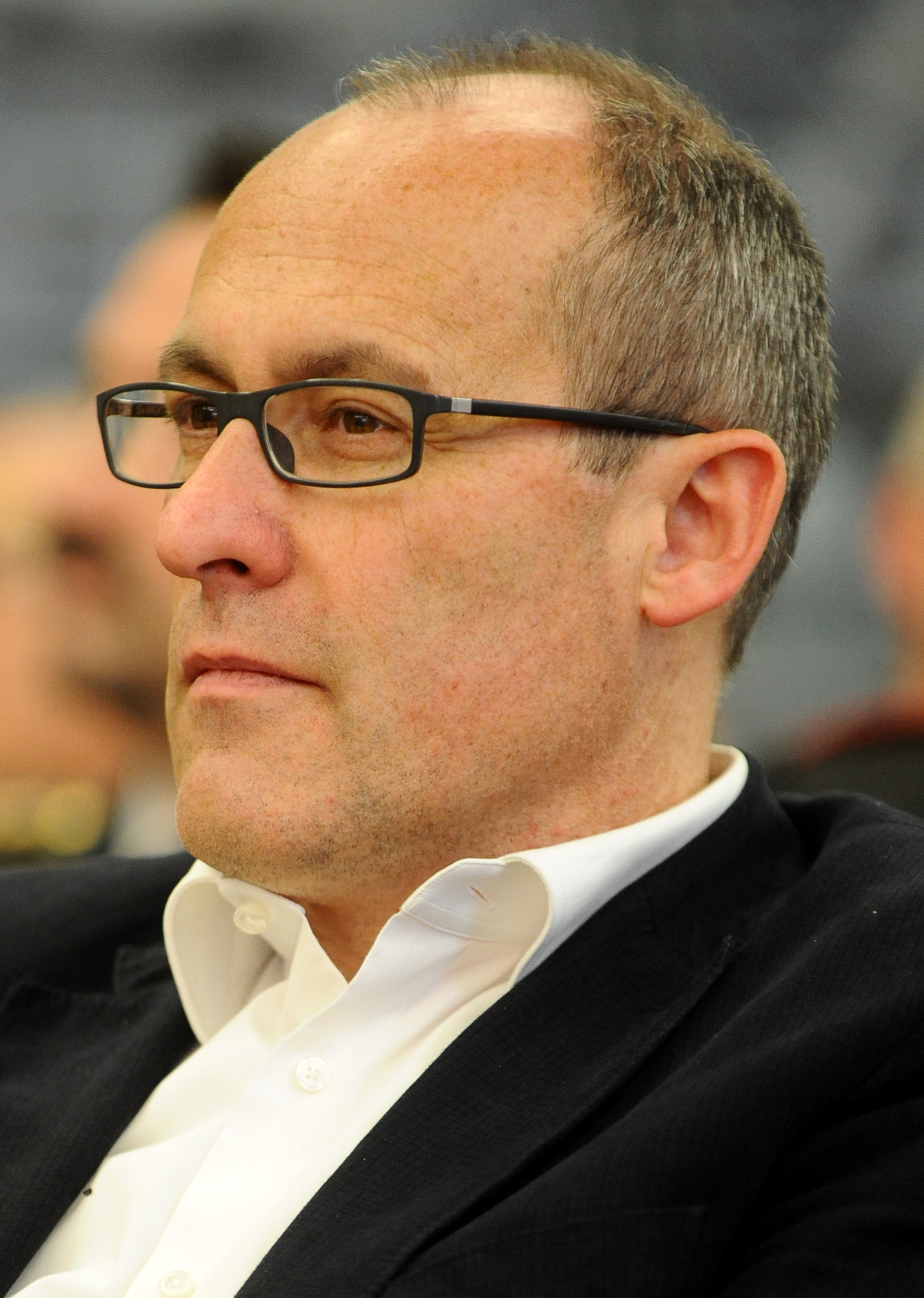
Ugo Rossi, segretario organizzativo e poi politico dal 2003 al 2012, nel 2013 è stato eletto presidente della provincia autonoma di Trento

Alle elezioni politiche del 2013 il PATT elegge due parlamentari: Mauro Ottobre alla Camera dei Deputati nella lista SVP e Franco Panizza al Senato nel collegio uninominale di Trento, sostenuto anche da Partito Democratico (PD) e Unione per il Trentino (UpT), nell'ambito di un'alleanza che ha portato ad eleggere anche Giorgio Tonini (PD) nel collegio di Pergine Valsugana e Vittorio Fravezzi (UpT) nel collegio di Rovereto.
Il 13 luglio 2013 il PATT partecipa alle primarie del centrosinistra autonomista per il presidente della provincia autonoma di Trento con Ugo Rossi che vince superando Alessandro Olivi (PD), Mauro Gilmozzi (UpT), Alexander Schuster (indipendente PSI) e Lucia Coppola (Verdi). Il 27 ottobre alle elezioni provinciali Rossi viene eletto con il 58,12% delle preferenze. Ottimo anche il risultato della lista che con il 17,55% è il secondo partito dopo il PD, riuscendo ad eleggere sette consiglieri oltre al presidente.
Nel giugno 2016 l'onorevole Mauro Ottobre abbandona il PATT, criticandone la gestione e il segretario Franco Panizza.
Alle elezioni politiche del 2018 il PATT forma, come spesso avvenuto in precedenza, una lista unica con l'SVP nella parte proporzionale, grazie alla quale elegge alla Camera Emanuela Rossini e Manfred Schullian e, al Senato, Dieter Steger. Franco Panizza, ricandidato per il centro-sinistra nel collegio uninominale di Trento, è sconfitto dal candidato di centrodestra Andrea De Bertoldi.
A settembre 2019, Emanuela Rossini vota la fiducia al secondo governo Conte, disattendendo la linea ufficiale del partito, che invece era schierato per l'astensione; contestualmente esce dal partito, privando così gli autonomisti dell'unico seggio a Montecitorio.

### La rottura con il centro-sinistra e l’alleanza con il centro-destra
Dopo un lungo contrasto con le altre forze componenti l'ex coalizione del centro-sinistra-autonomista sulla scelta del candidato presidente, alle elezioni provinciali del 2018 il PATT si presenta da solo, con Ugo Rossi candidato presidente e ottiene 32.104 voti pari al 12,58% delle preferenze. Vengono così eletti quattro consiglieri: lo stesso Ugo Rossi, l'assessore uscente Michele Dallapiccola, il consigliere uscente Lorenzo Ossanna e Paola Demagri.
In vista delle elezioni provinciali del 2023, nel marzo del 2023 PATT stringe un’alleanza con il governatore di centro-destra Maurizio Fugatti e con la Lega.  La decisione provoca una scissione, con la nascita del movimento CasaAutonomia.eu che si schiera a sostegno del candidato del centro-sinistra Francesco Valduga. Alle elezioni dell'ottobre del 2023 raggiunge l'8,18% delle preferenze, conquistando 3 seggi in Consiglio Provinciale; nella coalizione a sostegno del Presidente Maurizio Fugatti il PATT è il quarto partito più votato.
Alle elezioni europee del 2024 PATT insieme a Slovenska Skopnust, SVP e Bard (Belluno Autonoma Regione Dolomiti) si federa con Forza Italia per la ricandidatura dell'uscente Herbert Dorfmann nel collegio Nord-Est.

## Ideologia
Nei suoi principi fondanti, il PATT afferma di essere un partito non confessionale, di attingere la sua azione politica dalla tradizionale Weltanschauung cristiana delle genti trentine e dalla dottrina sociale della Chiesa, e di ispirarsi ai valori di libertà, eguaglianza, solidarietà e diritto alla vita, applicati all’individuo, alla famiglia e al popolo trentino.
Il PATT afferma di ispirare la propria azione politica ai valori dell’autonomia politica e culturale, del federalismo e dell’autogoverno delle popolazioni trentino-tirolesi (definendosi discendente del movimento dell’ASAR), e di battersi per un’Europa delle Regioni in cui trovi piena applicazione il principio di sussidiarietà; afferma di lavorare per la semplificazione burocratica e di porsi come ponte fra il mondo latino e la cultura mitteleuropea; l'idea di autonomia si basa sull’autogestione dell’economia, della finanza, della scuola, della cultura, della sanità, della previdenza, delle politiche sociali, della giustizia e dell’ordine pubblico.
Il PATT afferma il proprio impegno a collaborare con la provincia di Bolzano e con il Tirolo alla costruzione di una Euroregione Trentino-Tirolese.

## Congressi
- Levico Terme, 22 aprile 2007
- Mezzocorona, 29 novembre 2009
- Mezzocorona, 15 aprile 2012
- Mezzocorona, 13 marzo 2016
- Rovereto, 11 giugno 2016 (Congresso straordinario per l'elezione di Presidente e Vicepresidente)
- Pergine Valsugana, 24 marzo 2019
- Pergine Valsugana, 3 aprile 2022
- Pergine Valsugana, 2 febbraio 2025

## Struttura

### Segretario
- Carlo Andreotti (1988–1994)
- Piercesare Moreni (1994–1995)
- Walter Kaswalder (1995–1999)
- Giacomo Bezzi (1999–2003)
- Ugo Rossi (2003–2012)
- Franco Panizza (2012–2019)
- Simone Marchiori (dal 2019) [20]

### Presidente
- Enrico Pruner e Franco Tretter (1988–1989)
- Luigi Panizza (1990–1994)
- Franco Tretter (1994–1997)
- Carlo Andreotti (1997–1999)
- Eugenio Binelli (1999–2002)
- Rudi Oss (2002–2007)
- Walter Kaswalder (2007–2016)
- Carlo Pedergnana (2016)
- Linda Tamanini (2016–2017)
- Federico Masera (2017–2019)
- Franco Panizza (2019-2025)[21]
- Mauro Verones (dal 2025)

## Risultati elettorali

### Provinciali Trento
| Elezione         | Voti   | %     | Seggi  |
| ---------------- | ------ | ----- | ------ |
| Provinciali 1988 | 29.624 | 9,6%  | 3 / 35 |
| Provinciali 1993 | 62.138 | 20,2% | 7 / 35 |
| Provinciali 1998 | 35.281 | 12,4% | 4 / 35 |
| Provinciali 2003 | 24.261 | 9,0%  | 3 / 35 |
| Provinciali 2008 | 23.335 | 8,5%  | 3 / 35 |
| Provinciali 2013 | 41.684 | 17,5% | 8 / 35 |
| Provinciali 2018 | 32.109 | 12,5% | 4 / 35 |
| Provinciali 2023 | 19.011 | 8,18% | 3 / 35 |

### Politiche
| Elezione       | Elezione | Voti                             | %                                | Seggi   |
| -------------- | -------- | -------------------------------- | -------------------------------- | ------- |
| Politiche 2001 | Camera   | Nella Casa delle Libertà         | Nella Casa delle Libertà         | 0 / 630 |
| Politiche 2001 | Senato   | N.D.                             | N.D.                             | N.D.    |
| Politiche 2006 | Camera   | Nella lista SVP                  | Nella lista SVP                  | 1 / 630 |
| Politiche 2006 | Senato   | N.D.                             | N.D.                             | N.D.    |
| Politiche 2008 | Camera   | Nella lista SVP                  | Nella lista SVP                  | 0 / 630 |
| Politiche 2008 | Senato   | N.D.                             | N.D.                             | N.D.    |
| Politiche 2013 | Camera   | Nella lista SVP                  | Nella lista SVP                  | 1 / 630 |
| Politiche 2013 | Senato   | Nella coalizione PD-SVP-UpT-PATT | Nella coalizione PD-SVP-UpT-PATT | 1 / 315 |
| Politiche 2018 | Camera   | Nella lista SVP-PATT             | Nella lista SVP-PATT             | 1 / 630 |
| Politiche 2018 | Senato   | Nella lista SVP-PATT             | Nella lista SVP-PATT             | 0 / 315 |
| Politiche 2022 | Camera   | Nella lista SVP-PATT             | Nella lista SVP-PATT             | 0 / 400 |
| Politiche 2022 | Senato   | Nella lista SVP-PATT             | Nella lista SVP-PATT             | 0 / 200 |